# Patricia Mayr-Achleitner
Patricia Mayr-Achleitner (* 8. November 1986 in Rum, Tirol) ist eine ehemalige österreichische Tennisspielerin. Sie spielt in der deutschen Bundesliga für den TC Moers 08.

## Karriere
Patricia Mayr versuchte sich 2003 als Qualifikantin in Linz erstmals auf der WTA Tour. Sie gewann bislang 17 Einzel- und – mit wechselnden Partnerinnen – sieben Doppeltitel auf dem ITF Women’s Circuit. Ihre höchste Platzierung in der Weltrangliste erreichte sie am 4. Mai 2009 mit Position 70.
Seit 2008 spielt sie für Österreich im Fed Cup. Ihr Debüt gab sie beim Erstrundenmatch im Februar gegen Argentinien, ihr Einzel verlor sie gegen Maria-Emilia Salerni mit 5:7, 6:3, 2:6. Ihre persönliche Fed-Cup-Bilanz weist mittlerweile 14 Siege bei 15 Niederlagen aus.
2003 spielte Mayr in Linz mit einer Wildcard erstmals als Qualifikantin auf der WTA Tour. Daneben trat sie 2003 und 2004 nur bei einigen wenigen ITF-Turnieren an. 2005 spielte sie bereits neun ITF-Turniere und sie gewann am 2. Oktober 2005 in Volos ihren ersten ITF-Titel. Zwei Wochen später siegte sie in Benicarló sowohl im Einzel als auch im Doppel. 2006 und 2007 spielte sie ausschließlich ITF-Turniere. 2008 erhielt sie eine Wildcard fürs Hauptfeld des WTA-Turniers in Bad Gastein, bei dem sie nach Siegen über die Deutsche Martina Müller und die Paraguayerin Rossana De Los Rios das Viertelfinale erreichte. Dort musste sie sich Lucie Hradecká mit 3:6 und 1:6 geschlagen geben. Sie beendete das Jahr 2008 auf Platz 123 der Weltrangliste.
2009 startete Mayr mit Niederlagen; beim WTA-Turnier von Auckland unterlag sie in der ersten Qualifikationsrunde der Japanerin Rika Fujiwara mit 4:6, 0:6. Eine Woche später scheiterte sie in der ersten Qualifikationsrunde im tasmanischen Hobart mit 2:6, 4:6 an Stéphanie Dubois. Bei den Australian Open schaffte sie dann erstmals den Sprung ins Hauptfeld eines Grand-Slam-Turniers. Nach ihrem Auftaktsieg über die Deutsche Julia Schruff musste sie sich in der zweiten Runde Kaia Kanepi deutlich mit 3:6 und 1:6 geschlagen geben. Auch in Wimbledon stand sie in der zweiten Runde.
Da sie sich im ersten Quartal 2010 auf der WTA Tour nicht durchsetzen konnte, konzentrierte sie sich auf ITF-Veranstaltungen. Hier gewann sie 2010 im Einzel die Turniere in Jounieh, Zlín, Rom und Olmütz.
Mayr-Achleitner scheiterte 2011 bei allen Grand-Slam-Turnieren des Jahres jeweils in Runde eins. Im Frühjahr gewann sie die ITF-Turniere in Buenos Aires und Zlín. Beim Turnier in Bad Gastein erreichte sie dann ihr erstes WTA-Finale, das sie gegen María José Martínez Sánchez verlor.
Das Jahr 2014 begann Mayr-Achleitner in Shenzhen, wo sie Risa Ozaki und Klára Zakopalová besiegte, ehe sie im Viertelfinale gegen Annika Beck mit 6:3, 3:6 und 1:6 verlor. Im Doppel erreichte sie mit Johanna Konta das Halbfinale. Bei den Australian Open scheiterte sie an Madison Keys. Beim Turnier in Pattaya schied sie ebenfalls in der ersten Runde aus.
Im Oktober 2015 beendete Mayr-Achleitner wegen Rückenproblemen ihre Tenniskarriere.

### Persönliches
Im Dezember 2010 heiratete Patricia Mayr ihren Trainer Michael Achleitner. Seitdem trat sie unter dem Doppelnamen Mayr-Achleitner an.

## Erfolge

### Einzel

#### Turniersiege
| Nr. | Datum              | Turnier                | Kategorie   | Belag     | Finalgegnerin           | Ergebnis              |
| --- | ------------------ | ---------------------- | ----------- | --------- | ----------------------- | --------------------- |
| 1.  | 2. Oktober 2005    | Volos                  | ITF $10.000 | Teppich   | Dia Ewtimowa            | 6:4, 6:2              |
| 2.  | 16. Oktober 2005   | Benicarlo              | ITF $10.000 | Sand      | Berta Morata-Flaquer    | 6:4, 6:2              |
| 3.  | 17. September 2006 | Innsbruck              | ITF $10.000 | Sand      | Yvonne Meusburger       | 1:6, 6:2, 2:2 Aufgabe |
| 4.  | 21. April 2008     | Hvar                   | ITF $10.000 | Sand      | Lenka Juríková          | 6:4, 6:2              |
| 5.  | 2. Juni 2008       | Grado                  | ITF $25.000 | Sand      | Jasmina Tinjić          | 6:4, 7:61             |
| 6.  | 28. Juli 2008      | Dnipropetrowsk         | ITF $50.000 | Sand      | Kazjaryna Dsehalewitsch | 6:3, 6:4              |
| 7.  | 6. Oktober 2008    | Reggio Calabria        | ITF $25.000 | Sand      | Anne Schäfer            | 6:1, 6:1              |
| 8.  | 24. November 2008  | Saint Denis-La Reunion | ITF $25.000 | Hartplatz | Arantxa Parra Santonja  | 6:4, 6:1              |
| 9.  | 3. Mai 2010        | Jounieh                | ITF $50.000 | Sand      | Renata Voráčová         | 6:3, 6:73, 7:67       |
| 10. | 7. Juni 2010       | Zlín                   | ITF $50.000 | Sand      | Corinna Dentoni         | 6:1, 6:2              |
| 11. | 21. Juni 2010      | Rom                    | ITF $25.000 | Sand      | Sarina Dijas            | 7:62, 6:4             |
| 12. | 22. August 2010    | Olmütz                 | ITF $25.000 | Sand      | Julia Mayr              | 6:2, 6:4              |
| 13. | 3. April 2010      | Buenos Aires           | ITF $25.000 | Sand      | Florencia Molinero      | 0:6, 6:2, 6:2         |
| 14. | 12. Juni 2011      | Zlín                   | ITF $50.000 | Sand      | Xenia Perwak            | 6:1, 6:0              |
| 15. | 9. September 2013  | Sofia                  | ITF $25.000 | Sand      | Kristina Kucova         | 6:2, 1:6, 6:3         |
| 16. | 16. September 2013 | Dobrich                | ITF $25.000 | Sand      | Cristina Dinu           | 6:1, 6:2              |
| 17. | 24. August 2014    | Winnipeg               | ITF $25.000 | Hartplatz | Mayo Hibi               | 6:2, 6:2              |

#### Finalteilnahmen
| Nr. | Datum         | Turnier     | Kategorie         | Belag | Finalgegnerin               | Ergebnis |
| --- | ------------- | ----------- | ----------------- | ----- | --------------------------- | -------- |
| 1.  | 17. Juli 2011 | Bad Gastein | WTA International | Sand  | María José Martínez Sánchez | 0:6, 5:7 |

### Doppel

#### Turniersiege
| Nr. | Datum              | Turnier      | Kategorie   | Belag | Partnerin           | Finalgegnerinnen                                | Ergebnis      |
| --- | ------------------ | ------------ | ----------- | ----- | ------------------- | ----------------------------------------------- | ------------- |
| 1.  | 17. August 2003    | Benicarlo    | ITF $10.000 | Sand  | Sofia Brun          | Elena Caldes-Marques Mariona Gallifa Puigdesens | 7:5, 1:6, 6:2 |
| 2.  | 3. Oktober 2006    | Griechenland | ITF $10.000 | Sand  | Franziska Klotz     | Nicole Clerico Anna Koumantou                   | 6:3, 6:3      |
| 3.  | 17. September 2006 | Innsbruck    | ITF $10.000 | Sand  | Yvonne Meusburger   | Hana Birnerová Zuzana Zálabská                  | 6:3, 6:3      |
| 4.  | 21. April 2008     | Hvar         | ITF $10.000 | Sand  | Vivienne Vierin     | Lenka Juríková Monika Kochanova                 | 6:4, 7:62     |
| 5.  | 23. Juni 2008      | Kristinehamn | ITF $25.000 | Sand  | Lenka Tvaroskova    | Tamaryn Hendler Emma Laine                      | 6:3, 6:4      |
| 6.  | 3. August 2009     | Monteroni    | ITF $25.000 | Sand  | Sandra Klemenschits | Margalita Tschachnaschwili Nicole Clerico       | 6:3, 6:4      |
| 7.  | 22. August 2010    | Olmütz       | ITF $25.000 | Sand  | Sandra Klemenschits | Iveta Gerlová Lucie Kriegsmannová               | 6:3, 6:1      |

## Weltranglistenpositionen am Saisonende
| Jahr   | 2003 | 2004 | 2005 | 2006 | 2007 | 2008 | 2009 | 2010 | 2011 | 2012 | 2013 | 2014 |
| ------ | ---- | ---- | ---- | ---- | ---- | ---- | ---- | ---- | ---- | ---- | ---- | ---- |
| Einzel | 973  | -    | 643  | 474  | 343  | 123  | 86   | 99   | 99   | 164  | 99   | 107  |
| Doppel | 788  | -    | -    | 596  | 318  | 232  | 200  | -    | 988  | 523  | -    | 126  |

## Abschneiden bei Grand-Slam-Turnieren

### Einzel
| Turnier         | 2009 | 2010 | 2011 | 2012 | 2013 | 2014 | 2015 | Karriere |
| --------------- | ---- | ---- | ---- | ---- | ---- | ---- | ---- | -------- |
| Australian Open | 2    | 1    | 1    | 1    | —    | 1    | Q1   | 2        |
| French Open     | 1    | Q1   | 1    | 1    | Q1   | 1    | Q1   | 1        |
| Wimbledon       | 2    | Q1   | 1    | 1    | Q2   | 1    | Q1   | 2        |
| US Open         | 1    | Q3   | 1    | Q1   | 2    | 1    | Q1   | 2        |

Zeichenerklärung: S = Turniersieg; F, HF, VF, AF = Einzug ins Finale / Halbfinale / Viertelfinale / Achtelfinale; 1, 2, 3 = Ausscheiden in der 1. / 2. / 3. Hauptrunde; Q1, Q2, Q3 = Ausscheiden in der 1. / 2. / 3. Qualifikationsrunde; nicht ausgetragen

### Doppel
| Turnier         | 2009 | 2010 | 2011 | 2012 | 2013 | 2014 | Karriere |
| --------------- | ---- | ---- | ---- | ---- | ---- | ---- | -------- |
| Australian Open | —    | —    | —    | —    | —    | —    | —        |
| French Open     | —    | —    | —    | 1    | —    | —    | 1        |
| Wimbledon       | —    | —    | —    | —    | —    | 2    | 2        |
| US Open         | 2    | —    | —    | —    | —    | —    | 2        |